# Chiesa di San Gallo (Altenesch)
La chiesa di San Gallo a Lemwerder, nella frazione di Altenesch, è una chiesa ad una sola navata, realizzata in mattoni e dedicata a san Gallo, un missionario irlandese colombaniano, che evangelizzò la zona tra il VI e il VII secolo.

## Storia
La chiesa, originariamente cattolica, è stata citata per la prima volta in documenti ufficiali nel 1299. La parte più antica della chiesa è la navata. Il coro poligonale fu costruito in un secondo tempo e la torre campanaria in legno fu eretta nel 1720. La campana risale al 1790. Al posto della chiesa vi era originariamente un edificio religioso che andò distrutto durante la battaglia di Altenesch, combattuta nel 1234.
Sotto la chiesa, ad una profondità di circa 1,80 metri, vi sono le fondamenta, ricavate su un masso erratico, della precedente chiesa ancora esistenti. Si presuppone che in questo luogo, dopo la battaglia, siano state inumate le salme delle vittime in una fossa comune.
La chiesa subì un restauro generale tra il 1998 e il 2004.

## Arredamento

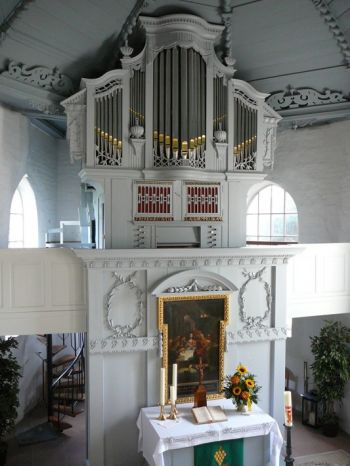
Organo Wilhelmi del 1795

Una statua protogotica della Madonna, di origini sconosciute, proviene presumibilmente ancora dalla chiesa precedente. Il confessionale data dal XV secolo. Nello spazio del coro si trova un baldacchino ligneo di stile rinascimentale.
Ludwig Münstermann realizzò nel 1619 il pulpito con la rappresentazione degli evangelisti e del patrono della chiesa.
I dipinti murali del XVI secolo presentano il Giudizio Universale e San Cristoforo. Il retablo dell'altare è realizzato in stile classico.

### Organo
L'organo fu realizzato negli anni 1794/95 dal costruttore di organi Georg Wilhelm Wilhelmi di Stade ed è probabilmente stato l'ultimo di questo tipo da lui fabbricato. L'organo è quasi totalmente intatto. Esso fu restaurato l'ultima volta nel 2007/2008 da Winold van der Putten, che aggiunse ai precedenti intatti registri due tonalità. Lo strumento dispone, oltre a 18 registri, due "manuali" e una pedaliera.